# Lijst van rijksmonumenten in Mijdrecht
De plaats Mijdrecht telt 9 inschrijvingen in het rijksmonumentenregister. Hieronder een overzicht.
| Object                                   | Oorspronkelijke functie?  | Bouwjaar      | Architect      | Locatie                  | Coördinaten?                  | Nr.?   | Afbeelding                      |
| ---------------------------------------- | ------------------------- | ------------- | -------------- | ------------------------ | ----------------------------- | ------ | ------------------------------- |
| Pand met gekoppelde klokgevels           | Woonhuis                  | 18e eeuw      |                | Dorpsstraat 23           | 52° 12' 27" NB, 4° 51' 56" OL | 30141  | Meer afbeeldingen               |
| Toren Hervormde Kerk                     | Kerk en kerkonderdeel     |               |                | Kerkstraat 11            | 52° 12' 31" NB, 4° 52' 4" OL  | 30142  | Meer afbeeldingen               |
| Hervormde Kerk (Janskerk)                | Kerk en kerkonderdeel     | 1857          | Boten de Vries | Kerkstraat 11            | 52° 12' 31" NB, 4° 52' 4" OL  | 30143  | Meer afbeeldingen               |
| Pastorie van R.k. kerk Johannes de Doper | Kerk en kerkonderdeel     | laat-19e eeuw |                | Driehuisplein 3          | 52° 12' 1" NB, 4° 52' 25" OL  | 339888 | Meer afbeeldingen               |
| Fort bij Uithoorn: fort                  | Fort, vesting en -onderdl | 1885          |                | Mijdrechtse Zuwe bij 31  | 52° 13' 45" NB, 4° 50' 14" OL | 514682 | Meer afbeeldingen               |
| Fort bij Uithoorn: genieloods            | Militaire opslagplaats    | 1911          |                | Mijdrechtse Zuwe bij 31  | 52° 13' 45" NB, 4° 50' 14" OL | 514683 | Meer afbeeldingen               |
| Watertoren                               | Nutsbedrijf               | 1937          |                | Industrieweg 6           | 52° 12' 23" NB, 4° 52' 15" OL | 514700 | Meer afbeeldingen               |
| Houten, dubbele arbeiderswoning          | Boerderij                 | 1889          |                | Industrieweg 32          | 52° 12' 23" NB, 4° 52' 24" OL | 514701 | Houten, dubbele arbeiderswoning |
| Kop-romp boerderij                       | Boerderij                 | 1879          |                | Industrieweg 30          | 52° 12' 23" NB, 4° 52' 22" OL | 514702 | Meer afbeeldingen               |
| Johnson Wax                              | Handel en kantoor         | 1964          |                | Groot Mijdrechtstraat 81 | 52° 12' 55" NB, 4° 52' 29" OL | 532261 | Upload foto                     |